# West Wycombe
West Wycombe is een civil parish aan de westkant van High Wycombe in Buckinghamshire in het Verenigd Koninkrijk. De huizen, die vrijwel alle uit de 16e, 17e en 18e eeuw dateren, zijn sinds 1929 in het bezit van de National Trust. West Wycombe heeft 1345 inwoners.
Het dorp ligt aan de voet van West Wycombe Hill in de Chiltern Hills, een heuvelrug van krijtsteen. Op de heuvel bevinden zich resten van een versterkte nederzetting uit de ijzertijd, en sinds de 13e eeuw staat op de top de Church of St. Lawrence, gewijd aan Sint Laurentius. Onder de heuvel bevinden zich de Hellfire Caves, de hellevuurgrotten die in de 18e eeuw werden uitgegraven.
Ten zuiden van het dorp ligt het uitgestrekte West Wycombe Park, een landgoed met 20 km² aan landerijen en een Palladiaans en neoclassicistisch landhuis dat in de jaren rond 1750 werd gebouwd door de excentrieke Francis Dashwood. In het park werden paviljoens, kleine Griekse tempels en diverse follies gebouwd voor het vermaak van zijn gasten.
Francis Dashwood (1708-1781) werd geboren als de enige zoon van Francis Dashwood (±1658-1724), een rijk geworden koopman die in 1702 in de adelstand tot baronet was verheven, en die in 1698 de grond van West Wycombe Park had gekocht. De zoon bouwde het huis, renoveerde de kerk in Egyptische stijl en groef een natuurlijke grot in de heuvel dieper uit voor de winning van flint als werkverschaffing aan plaatselijke boeren die door een reeks misoogsten van hun inkomen waren beroofd. De stenen werden gebruikt voor de aanleg van een kaarsrechte weg naar High Wycombe, thans onderdeel van de A40 tussen Oxford en Londen. De grotten werden gebruikt voor geheimzinnige vergaderingen van de Hellfire Club.
De kerk is mijlenver in de omtrek zichtbaar, vanwege de hoogte van de heuvel maar ook de opvallende gouden bal, die bij wijze van torenspits boven het gebouw uitsteekt en die plaats biedt aan een gezelschap van acht personen; de vier ramen bieden een panoramisch uitzicht. Het zeshoekige Dashwood Mausoleum werd in 1765 gebouwd naast het oude kerkhof, waar oude en moderne grafzerken staan van overleden inwoners van het dorp.
De familie Dashwood was in geldnood gekomen door de Beurskrach van 1929 en deed afstand van haar bezittingen in het dorp om het landhuis te behouden. Het complete dorp werd aangekocht door de Royal Society of Arts en overgedragen aan de National Trust.
In 1943 werd het huis alsnog aan de Trust geschonken door John Dashwood, de 10e baronet (1896–1966), maar hij kreeg het in bruikleen terug. De huidige bewoner is Edward Dashwood, de 12e baronet, geboren 1964, met zijn gezin.
De kerk, het mausoleum en de grotten behoren tot de West Wycombe Estate. Een deel van het huis is ingericht als museum en kan worden bezocht, evenals het park. Het huis doet ook dienst als filmlocatie.
Het mausoleum was in 1968 het decor van de horrorfilm The Devil Rides Out van Dennis Wheatley met Christopher Lee.

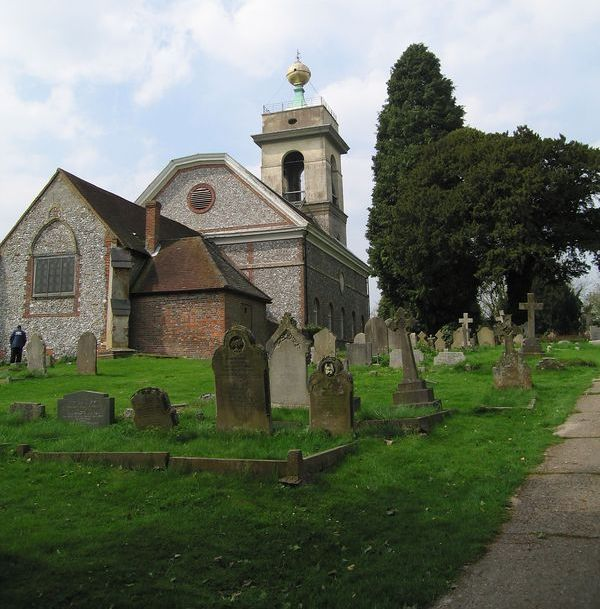
De Church of St. Lawrence in 2005.

Addington
· Adstock
· Akeley
· Amersham
· Ashendon
· Ashley Green
· Aston Abbotts
· Aston Clinton
· Aston Sandford
· Astwood
· Aylesbury
· Barton Hartshorn
· Beachampton
· Beaconsfield
· Biddlesden
· Bierton with Broughton
· Bledlow-cum-Saunderton
· Bletchley and Fenny Stratford
· Boarstall
· Bow Brickhill
· Bradenham
· Bradwell
· Bradwell Abbey
· Brill
· Broughton
· Buckingham
· Buckland
· Burnham
· Calvert Green
· Calverton
· Campbell Park
· Castlethorpe
· Central Milton Keynes
· Chalfont St. Giles
· Chalfont St. Peter
· Charndon
· Chartridge
· Chearsley
· Cheddington
· Chenies
· Chepping Wycombe
· Chesham
· Chesham Bois
· Chetwode
· Chicheley
· Chilton
· Cholesbury-cum-St. Leonards
· Clifton Reynes
· Cold Brayfield
· Coldharbour
· Coleshill
· Creslow
· Cublington
· Cuddington
· Denham
· Dinton-with-Ford-and-Upton
· Dorney
· Dorton
· Downley
· Drayton Beauchamp
· Drayton Parslow
· Dunton
· East Claydon
· Edgcott
· Edlesborough
· Ellesborough
· Emberton
· Farnham Royal
· Fawley
· Fleet Marston
· Foscott
· Fulmer
· Gawcott with Lenborough
· Gayhurst
· Gerrards Cross
· Granborough
· Great and Little Hampden
· Great and Little Kimble
· Great Brickhill
· Great Horwood
· Great Linford
· Great Marlow
· Great Missenden
· Grendon Underwood
· Haddenham
· Halton
· Hambleden
· Hanslope
· Hardmead
· Hardwick
· Haversham-cum-Little Linford
· Hazlemere
· Hedgerley
· Hedsor
· Hillesden
· Hoggston
· Hogshaw
· Hughenden Valley
· Hulcott
· Ibstone
· Ickford
· Iver
· Ivinghoe
· Kents Hill, Monkston and Brinklow
· Kingsey
· Kingswood
· Lacey Green
· Lane End
· Lathbury
· Latimer
· Lavendon
· Leckhampstead
· Lillingstone Dayrell
· Lillingstone Lovell
· Little Brickhill
· Little Chalfont
· Little Horwood
· Little Marlow
· Little Missenden
· Long Crendon
· Longwick-cum-Ilmer
· Loughton
· Ludgershall
· Maids Moreton
· Marlow
· Marlow Bottom
· Marsh Gibbon
· Marsworth
· Medmenham
· Mentmore
· Middle Claydon
· Milton Keynes
· Moulsoe
· Mursley
· Nash
· Nether Winchendon
· New Bradwell
· Newport Pagnell
· Newton Blossomville
· Newton Longville
· North Crawley
· North Marston
· Oakley
· Olney
· Oving
· Padbury
· Penn
· Piddington and Wheeler End
· Pitchcott
· Pitstone
· Poundon
· Preston Bissett
· Princes Risborough
· Quainton
· Quarrendon
· Radclive-cum-Chackmore
· Radnage
· Ravenstone
· Seer Green
· Shabbington
· Shalstone
· Shenley Brook End
· Shenley Church End
· Sherington
· Simpson
· Slapton
· Soulbury
· Stantonbury
· Steeple Claydon
· Stewkley
· Stoke Goldington
· Stoke Hammond
· Stoke Mandeville
· Stoke Poges
· Stokenchurch
· Stone with Bishopstone and Hartwell
· Stony Stratford
· Stowe
· Swanbourne
· Taplow
· The Lee
· Thornborough
· Thornton
· Tingewick
· Turville
· Turweston
· Twyford
· Tyringham and Filgrave
· Upper Winchendon
· Waddesdon
· Walton
· Warrington
· Water Stratford
· Watermead
· Wavendon
· Weedon
· Wendover
· West Bletchley
· West Wycombe
· Westbury
· Westcott
· Weston Turville
· Weston Underwood
· Wexham
· Whaddon
· Whitchurch
· Wing
· Wingrave and Rowsham
· Winslow
· Woburn Sands
· Wolverton and Greenleys
· Wooburn and Bourne End
· Woodham
· Worminghall
· Wotton Underwood
· Woughton